# Acricotopus litoris
Acricotopus litoris är en tvåvingeart som först beskrevs av Jean-Jacques Kieffer 1924.  Acricotopus litoris ingår i släktet Acricotopus och familjen fjädermyggor.
Artens utbredningsområde är Östersjön. Inga underarter finns listade i Catalogue of Life.